# Miles William Arthur Peel Graham
Sir Miles William Arthur Peel Graham, britanski general, * 14. avgust 1895, † 8. februar 1976.